# Helene Kottanner
Helene Kottanner, född 1400, död 1470, var en ungersk hovdam.  
Hon var kammarfru och förtrogen till drottning Elisabet av Ungern och Böhmen. Hon stal på Elisabets önskan Ungerns krona i februari 1440 för att Elisabets son skulle kunnakrönas till Ungerns monark istället för den polska prins den ungerska adeln hade valt; hon närvarade sedan vid kröningen. 
Hon är känd för sina memoarer. 